# АТХ код M04
АТХ код M04 (англ. ATC code M04)  «Противоподагрические препараты» — раздел система буквенно-цифровых кодов Анатомо-терапевтическо-химической классификации, разработанных Всемирной организацией здравоохранения для классификации лекарств и других медицинских продуктов. Подгруппа M04 является частью группы препаратов M «Препараты для лечения заболеваний костно-мышечной системы».
Коды для применения в ветеринарии (ATCvet коды) могут быть созданы путём добавления буквы Q в передней части человеческого Код ATC: QM04.
Из-за различных национальных особенностей в классификацию АТС могут включаться дополнительные коды, которые отсутствуют в этом списке, который составлен Всемирной организацией здравоохранения.

## M04A Противоподагрические препараты

### M04AA Мочевой кислоты образования ингибиторы
- M04AA01 Аллопуринол
- M04AA02 Tisopurine[англ.]
- M04AA03 Febuxostat[англ.]
- M04AA51 Аллопуринол в комбинации с другими препаратами

### M04AB Препараты, увеличивающие выведение мочевой кислоты
- M04AB01 Probenecid[англ.]
- M04AB02 Сульфинпиразон
- M04AB03 Бензбромарон Benzbromarone[англ.]
- M04AB04 Isobromindione[англ.]

### M04AC Противоподагрические препараты, не влияющие на метаболизм мочевой кислоты
- M04AC01 Колхицин
- M04AC02 Cinchophen[англ.]

### M04AX Противоподагрические препараты другие
- M04AX01 Urate oxidase[англ.]
- M04AX02 Pegloticase[англ.]